# TTCN
TTCN是一种主要用于测试通信协议和web服务的编程语言。TTCN测试套由许多使用TTCN编写的测试用例构成。

TTCN经常和ASN.1一起使用。

## 版本
- TTCN-1：第一版，未广泛使用。

- TTCN-2：第二版，对TTCN-1做小修改，广泛应用。主要应用于通信领域的协议一致性测试。

- TTCN-3：最新版本的TTCN，易用性等有改进。该版本适用于各种类型的黑盒测试，而不仅仅局限于通信领域。